# Filiberto Mollard
Filiberto Mollard (Albens, 13 maggio 1801 – Chambéry, 23 giugno 1873) è stato un generale italiano di fanteria, aiutante onorario dell'imperatore Napoleone III. Partecipò alla seconda guerra d'indipendenza e si distinse nella battaglia di San Martino. Un monumento è stato eretto nella sua città di nascita.

## Famiglia
Era figlio di Jean Mollard-François e Marie-Anne Michaud, sorella del futuro barone Pierre Michaud. Nacquero otto figli. I due più anziani morirono durante le campagne napoleoniche. I due più giovani, Jean-François e Philibert, fecero carriera nell'esercito.
Suo fratello, il generale Jean-François Mollard, nato il 17 agosto 1795 ad Albens e morto il 21 novembre 1864 a Torino, fece la scelta dopo il 1860 di rimanere in Italia. Soprannominato "chiaro di luna" diventò generale della brigata di Savoia nel 1849 e si ritirò nel 1852.

## Carriera militare
Filiberto Mollard, volontario nella fanteria Sarda, nell'ambito della guerra di Crimea, venne promosso comandante della 5ª Brigata del corpo di spedizione nel mese di agosto 1855. Poi il comandante della brigata di Cunes nel 1856. Fece carriera nell'esercito piemontese come comandante della brigata Piemonte nel 1857 e luogotenente generale a partire dal 24 giugno 1859. Egli ottenne questo grado dopo la vittoria nella battaglia di San Martino, 24 giugno 1859.
Scelse l'esercito francese dopo l'annessione della Savoia alla Francia nel 1860 ed entrò in servizio della Francia il 4 agosto 1860, dove venne nominato generale di divisione retroattivamente il 24 giugno 1859.
Senatore del Secondo Impero Francese dal 5 marzo 1866 al 4 settembre 1870, fu aiutante di campo onorario dell'imperatore dal 14 maggio 1866 al 31 luglio 1870, poi aiutante di campo dell'imperatore dal 13 luglio 1870 al 4 settembre 1870. Fu inoltre un membro del Consiglio dipartimentale della Savoia.

## Onorificenze

### Onorificenze italiane
- Ricompensa al valor militare